# Sand-Silberscharte
Die Sand-Silberscharte (Jurinea cyanoides), auch Kornblumenartige Jurinee oder Sand-Bisamdistel genannt, ist eine Pflanzenart aus der Gattung der Silberscharten (Jurinea) innerhalb der Familie der Korbblütengewächse (Asteraceae).

## Beschreibung

### Vegetative Merkmale
Die Sand-Silberscharte ist eine aufrechte, sommergrüne, ausdauernde krautige Pflanze und erreicht Wuchshöhen von 20 bis 70 cm. Diese Art bildet bis zu 2,50 m tiefe Bodenwurzeln. Die in einer grundständigen Rosette angeordneten Laubblätter sind fiederspaltig, mit linealischen, ganzrandigen Zipfeln. Sie sind schmal eiförmig, 15 bis 18 Zentimeter lang mit entfernt stehenden, bis 4 Zentimeter langen und 1 bis 3 Millimeter breiten, ganzrandigen, lineal-kanzettlichen Abschnitten. Die Blattoberseite ist erst spinnwebig wollig und später verkahlend und dann dunkelgrün; die Blattunterseite bleibt weißfilzig behaart und der Blattrand ist etwas zurückgerollt. Die oberen Stängelblätter sind verlängert-linealisch, und haben am Grund 1 bis 3 lineale Blattabschnitte, die obersten Blätter sind ungeteilt.

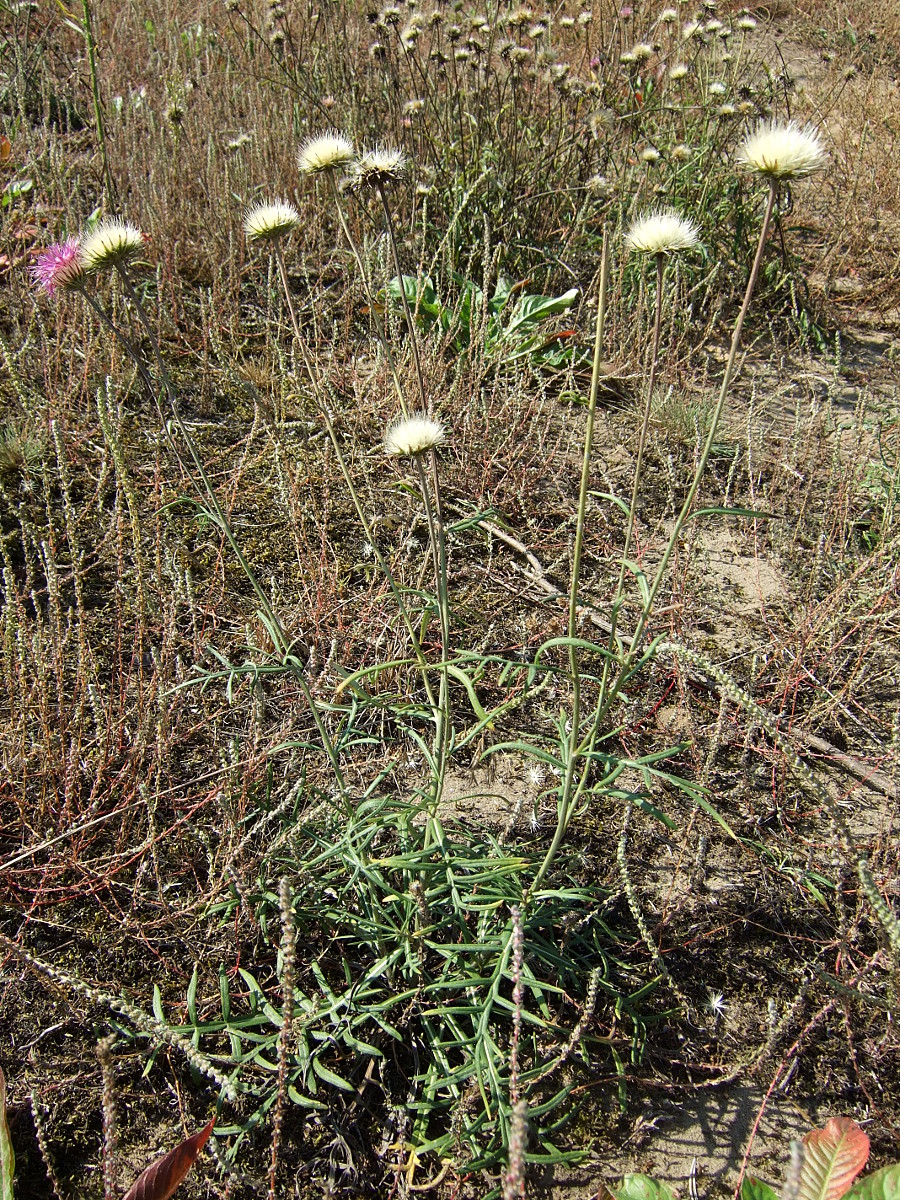
Habitus
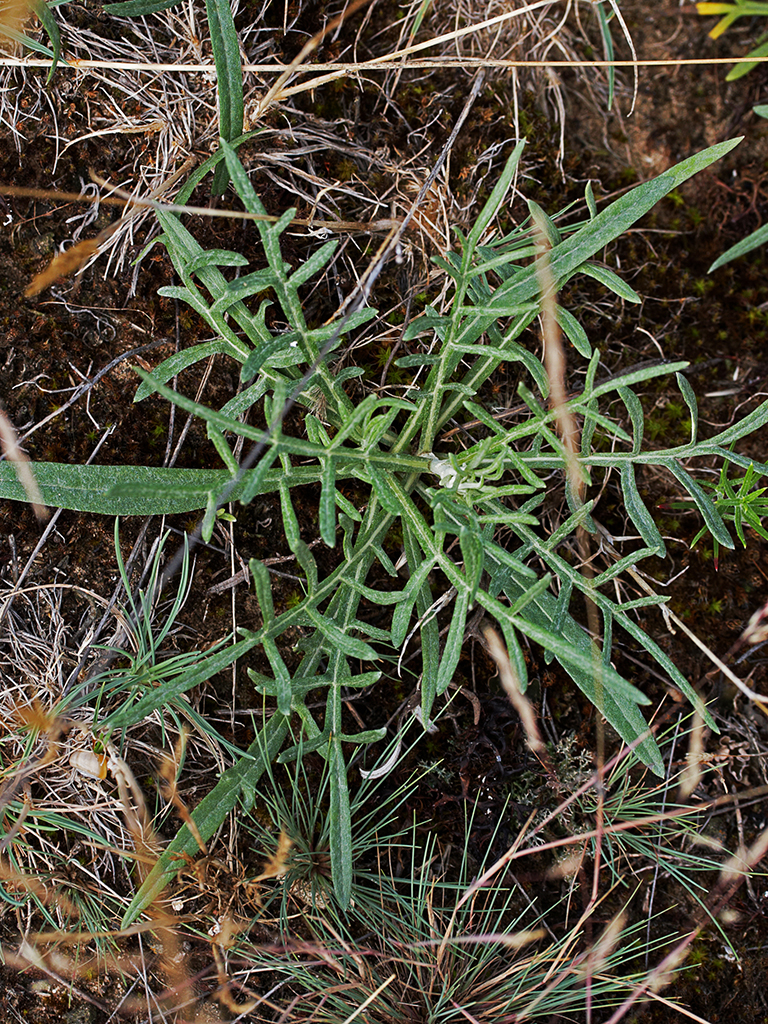
Grundblätter
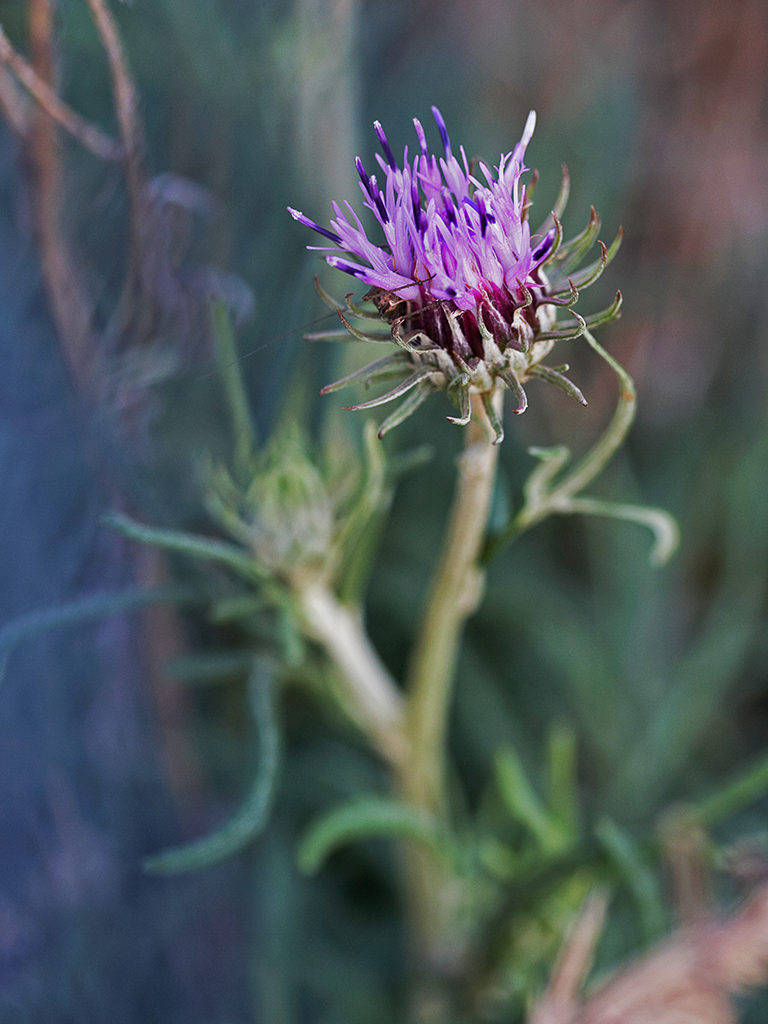
Blütenstand
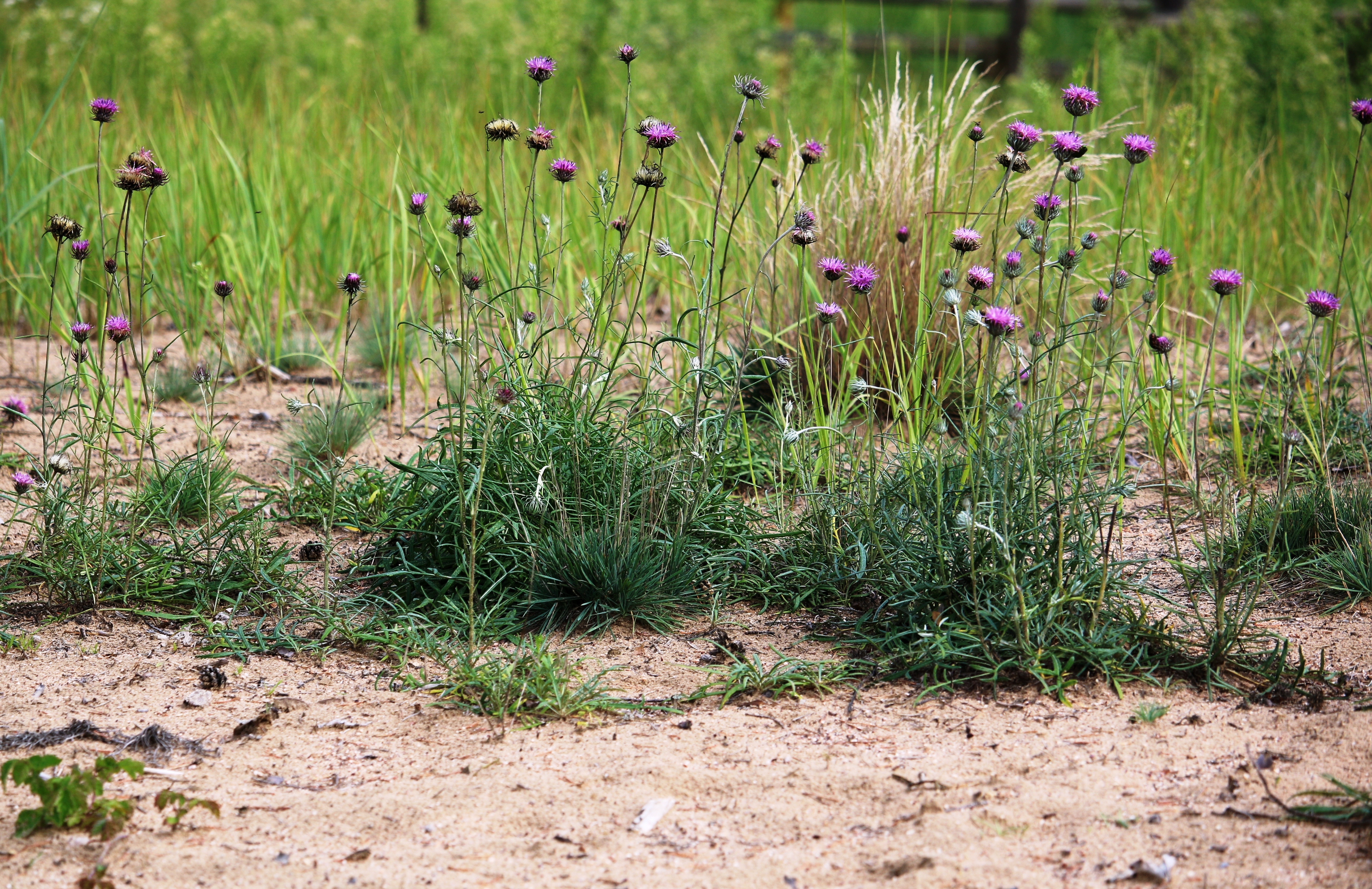
Habitus, Laubblätter und Blütenkörbe im August
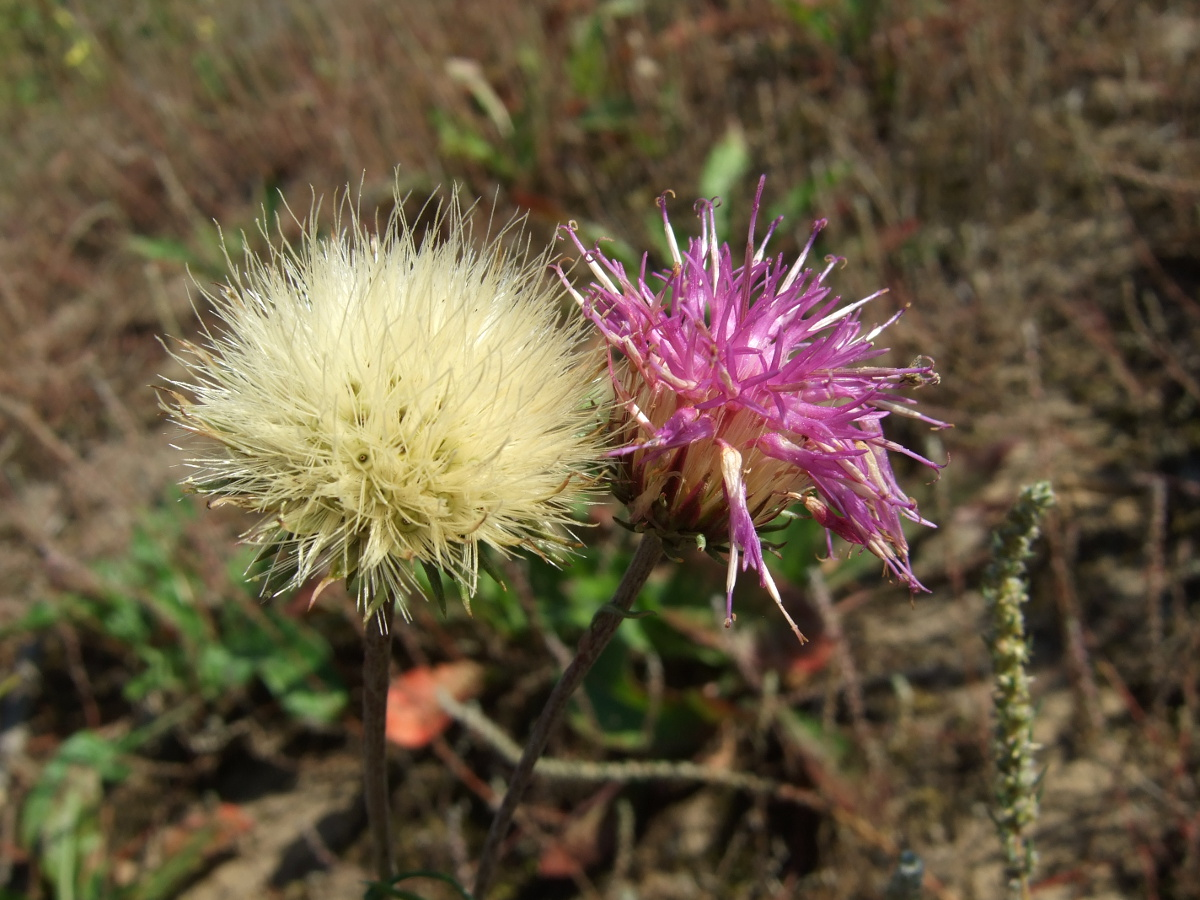
Blüten- und Fruchtstand
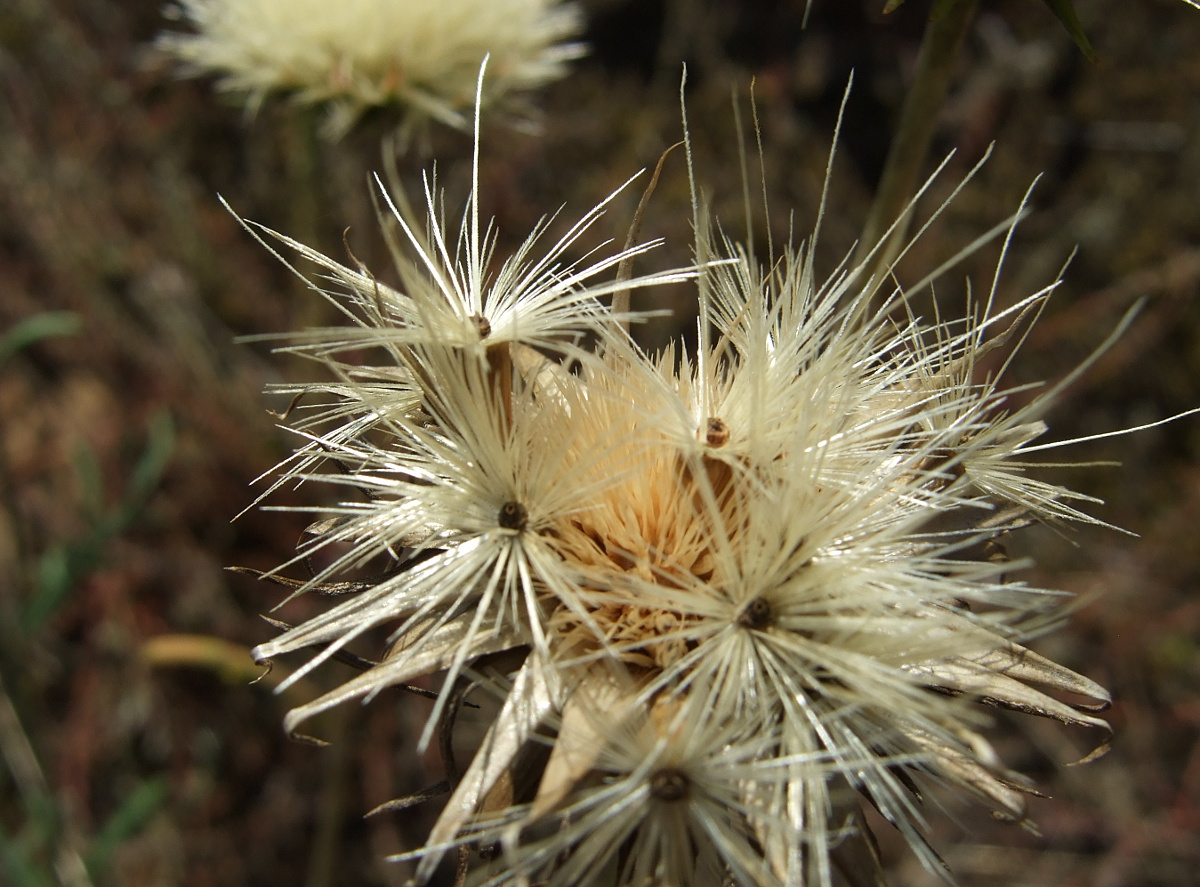
Früchte mit Pappus

### Generative Merkmale
Blütezeit ist Juli bis September. Die lang gestielten Körbchen stehen meist einzeln an den Stängeln. Sie weisen einen Durchmesser von 3 bis 5 cm auf. Die Hüllblätter sind filzig-grau. Sie stehen in mehreren Reihen, sind schmal lineal, 16 bis 18 Millimeter lang, allmählich zugespitzt. Bei den äußeren stehet die Spitze sparrig ab, ist aber nicht zurückgekrümmt; bei den inneren ist sie aufrecht. Meist ist die Blütenkrone purpurrot bis purpurviolett. Die Schwänzchen der Steubbeutel sind kammförmig.
Die Achänen sind glatt und schwachgrubig. Sie sind 3 bis 4 Millimeter lang, abeflacht-kreiselförmig. Ihr Pappus ist gelblich-weiß.
Die Chromosomenzahl beträgt 2n = 30.

## Vorkommen und Gefährdung
Die Sand-Silberscharte ist ein kontinentales Florenelement, das von Süd- und Mittelrussland bis Westsibirien und weiter bis zum Altai sowie von den Kaukasusländern bis nach Turkestan weit verbreitet ist. Disjunkte Vorkommen liegen im Elbe- und Rhein-Main-Gebiet in etwa 500 km vom geschlossenen Hauptareal entfernt.
Die Sand-Silberscharte wächst auf kalkhaltigen, leicht-humosen Sandböden in sommerwarmer Klimalage. In Deutschland besiedelt sie lückige Sandrasen, lichte Kiefern-Trockenwälder und Binnendünen. In den Sandgebieten zwischen Neckar- und Mainmündung, am Mittellauf des Mains, in Brandenburg, Sachsen-Anhalt und Sachsen kommt sie aufgrund ihrer speziellen Lebensraumansprüche nur noch punktuell vor. Sonst fehlt sie in Mitteleuropa.
Sie ist eine territoriale Charakterart des Jurineo-Koelerietum bzw. eine Verbandscharakterart des Koelerion glaucae. Wichtige Begleitarten sind Blaugrünes Schillergras (Koeleria glauca), Silbergras (Corynephorus canescens), Steppen-Wolfsmilch (Euphorbia seguieriana), Feld-Beifuß (Artemisia campestris) und Zwerg-Schneckenklee (Medicago minima).
Die Sand-Silberscharte ist selten und europaweit durch die FFH-Richtlinie streng geschützt. In Deutschland gilt die Sand-Silberscharte als „stark gefährdet“. In Wiederansiedlungsprojekten wird seit 2009 versucht, die Bestände der Sand-Silberscharte wieder zu vergrößern.

## Ökologie
Die Silberscharte wurzelt bis zu 250 Zentimeter tief. Im Zuge der vegetativen Vermehrung können unterirdische Triebe zu neuen Teilpflanzen eines Individuums heranwachsen.

## Taxonomie
Die Erstveröffentlichung erfolgte unter dem Namen (Basionym) Carduus cyanoides Carl von Linné in Species Plantarum, Tomus II, S. 822. Die Neukombination zu Jurinea cyanoides (L.) Rchb. wurde 1831–1832 durch Ludwig Reichenbach in  Flora germanica excursoria, S. 290 veröffentlicht. Weitere Synonyme für Jurinea cyanoides (L.) Rchb. sind: Jurinea centaurioides Klokov, Jurinea charcoviensis Klokov, Jurinea pseudocyanoides Klokov.